# Lysandra caerulescenslunulata
Lysandra caerulescenslunulata är en fjärilsart som beskrevs av Tutt 1909. Lysandra caerulescenslunulata ingår i släktet Lysandra och familjen juvelvingar. Inga underarter finns listade i Catalogue of Life.